# شون بانش
شون بانش (بالإنجليزية: Shawn Bunch) هو مصارع رياضي أمريكي، ولد في 19 مارس 1983 في كولومبوس في الولايات المتحدة.

## وصلات خارجية
- شون بانش على موقع بيلاتور (الإنجليزية)
- شون بانش على موقع شيردوغ (الإنجليزية)
- شون بانش على موقع قاعدة بيانات المصارعة الدولية (الإنجليزية)
- شون بانش على موقع IMDb (الإنجليزية)
- شون بانش على موقع قاعدة بيانات الفيلم (الإنجليزية)